# 三木亘
三木 亘（みき わたる、1925年10月24日 - 2016年9月4日）は、日本の歴史学者、中東学者。慶應義塾大学名誉教授。専門は中東歴史生態学、民族生薬学、世界史学など。
兵庫県生まれ。東京大学文学部西洋史学科を卒業後、都立高校教員となり東京都立深川高等学校、東京都立大学附属高等学校などで歴史学を教える。その後、東京外国語大学アジア・アフリカ言語文化研究所教授となった後に、慶應義塾大学文学部教授に就任する。91年定年、名誉教授、静岡精華短期大学教授。

## 著書
- 『世界史の第二ラウンドは可能か イスラム世界の視点から』（平凡社「これからの世界史2」、1998年）
- 『悪としての世界史 中東をめぐって 三木亘著作選』三木亘著作選編集委員会　2013年
  - 『悪としての世界史』文藝春秋〈文春学藝ライブラリー〉、2016年。文庫抜粋版（杉田英明解説）

### 共編著
- 『イスラム世界の人びと（5）都市民』山形孝夫共編（東洋経済新報社、1984年）

### 訳書
- K.M.パニッカル『インドの歴史』坂本徳松共訳、東洋経済新報社、1959年
- W.モンゴメリ・ワット『地中海世界のイスラム』 筑摩叢書、1984年／ちくま学芸文庫、2008年

## 論文
- 国立情報学研究所収録論文 国立情報学研究所.2010-05-07閲覧。